# Interface digital de áudio ou vídeo
Interface digital de áudio ou vídeo é um tipo de conexão física entre equipamentos que trabalham com sinal digital de áudio ou vídeo (ao contrário do sinal analógico), que estão predominando na indústria audiovisual. Que possui características que são mantidas ao longo do percurso do sinal, como a: performance e requisitos.
Sinais de vídeo digitais são binários com transições rápidas – o sinal pode ser ou "0" nível baixo ou nível "1" alto. O intervalo de tempo mínimo entre transições é o período de clock de sincronismo do modo digital (chamado DIGITAL LINK). Devido ser binário, um sinal digital é fundamentalmente robusto, já que o receptor precisa somente distinguir entre nível alto e nível baixo para cada período de clock, para reconstruir o que lhe foi transmitido.

## Tipos de interfaces
Existem diversos formatos de interfaces digitais padronizados em uso para transmissão do sinal digital:
- HDMI: High Definition Multimídia Interface;
- DVI: Digital Visual Interface;
- DisplayPort: Interface Digital de interconexão de áudio/vídeo;
- SDI: Serial Digital Interface;
- D1 Component: uso em broadcaster;
- DV: Digital Vídeo para consumidores;
- Thunderbolt: Interface Digital de interconexão de áudio/vídeo;
- USB: Universal Serial Bus;